# Jaylen Brown
Jaylen Marselles Brown (Marietta, 24 ottobre 1996) è un cestista statunitense, giocatore nella NBA con i Boston Celtics.
Selezionato come terza scelta del Draft NBA 2016, gioca principalmente nel ruolo di ala piccola o guardia. Nel 2021 è stato selezionato come NBA All-Star per la prima volta in carriera.
Nel 2024 ha vinto l’anello con i Boston Celtics vincendo anche il Finals MVP.

## Caratteristiche tecniche
Brown si sa adattare ai bisogni della squadra su entrambi i fronti, mostrandosi abile nel tiro e anche a marcare avversari di un certo livello. Nonostante le iniziali difficoltà, col passare degli anni tra i Boston Celtics ha maturato una posizione come secondo violino della squadra, a fianco di Jayson Tatum, diventandone uno dei pilastri.

## Biografia
È cugino di A.J. Bouye, cornerback dei Carolina Panthers.
Sin da quando è entrato in NBA ha sempre combattuto a favore degli afroamericani di cui è sempre stato un forte portavoce, soprattutto nel 2020 durante il periodo del Black Lives Matter in cui ha partecipato molto spesso ad eventi e a manifestazioni di questo movimento.
Brown si è sempre dimostrato uno studente molto brillante e ha sempre ottenuto ottimi risultati scolastici, al liceo si è diplomato con il massimo dei voti e quando scelse l'University of California non la scelse per il basket ma per il programma accademico che presentava, ottenendo ottimi risultati anche là.
Brown parla 3 lingue: inglese, spagnolo e arabo.

## Carriera

### NCAA
Dopo aver giocato per un anno nell'Università della California di Berkeley, registrando una media di 14,6 punti, 5,4 rimbalzi, e 2,0 assist, giocando 27,6 minuti a partita per un totale di 34 partite, si rende eleggibile per il Draft NBA 2016.

### NBA

#### 2016-17: stagione da rookie

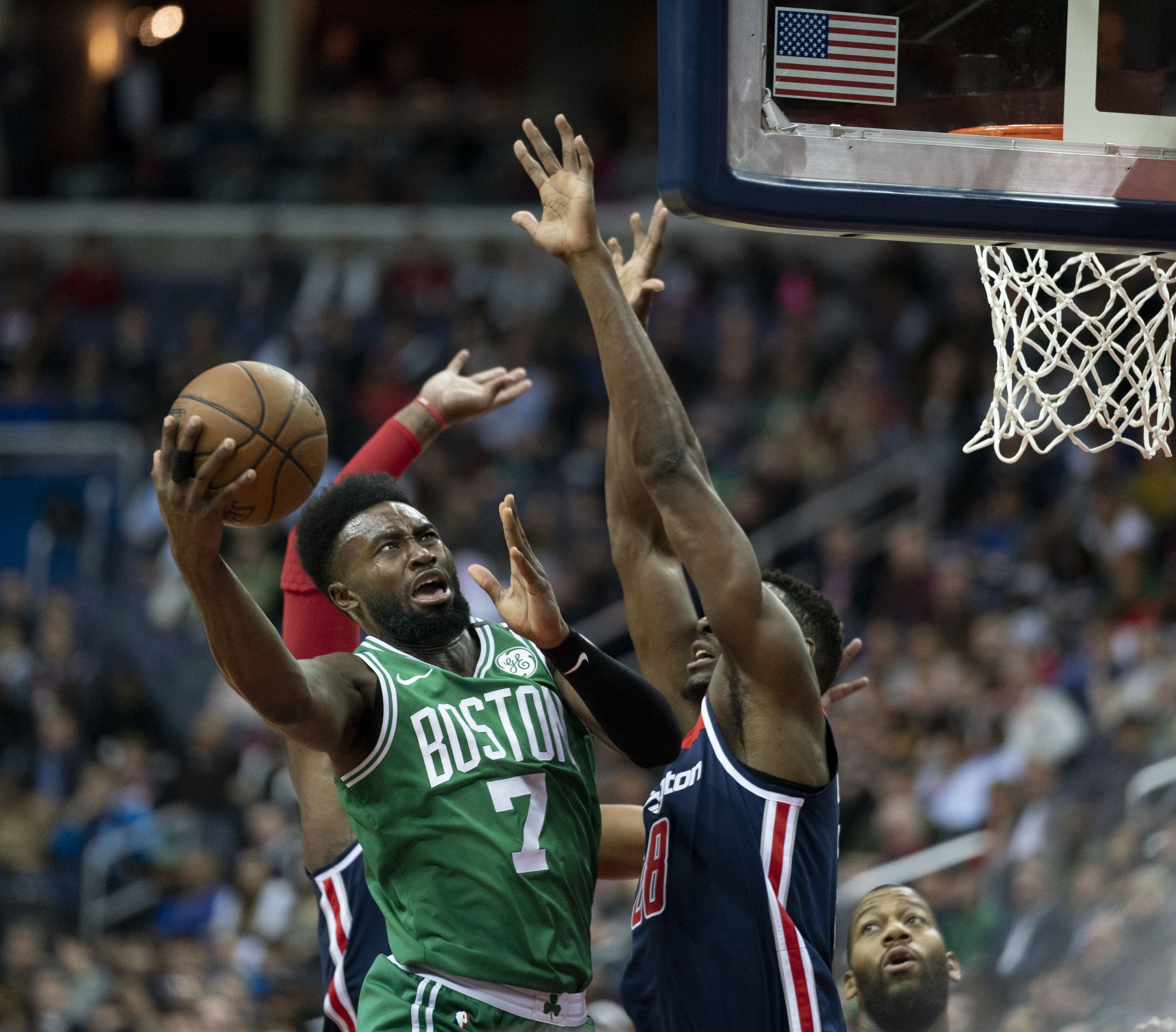
Brown con la maglia dei Celtics nel 2018

Il 23 giugno 2016 Brown viene scelto dai Boston Celtics con la terza scelta assoluta nel Draft NBA 2016. Il 27 luglio firma il suo contratto da rookie con i Celtics dopo aver giocato la Summer League 2016 registrando 16.0 punti, 6.2 rimbalzi e 2.3 rubate di media in 6 partite. Debutta con i Celtics in stagione regolare il 26 ottobre contro i Brooklyn Nets, segnando 9 punti con 3 su 4 dal campo, aggiungendo 2 stoppate in un totale di 19 minuti giocati. Il 3 novembre gioca la sua prima partita da titolare, segnando 19 punti nella sconfitta contro i Cleveland Cavaliers per 128-122. Il 27 gennaio 2017 registra il suo massimo in carriera segnando 20 punti nella vittoria contro gli Orlando Magic per 128-98. Brown con i Celtics raggiunge il primo posto della Eastern Conference, avanzando nei playoff fino alla finali di conference, dove perdono in 5 partite contro Cleveland. Brown finisce la sua stagione da rookie con 78 partite giocate di cui 20 da titolare, registrando una media di 17,2 minuti giocati, 6,6 punti, 2,8 rimbalzi e 0,8 assist a partita. A fine stagione viene nominato nell'NBA All-Rookie Second Team 2016.

#### 2017-18
Nella partita inaugurale della stagione 2017-18 dei Celtics, Brown segna il suo nuovo massimo in carriera di 25 punti contro i Cavaliers nella sconfitta per 102 a 99. Il 18 novembre registra 27 punti, suo nuovo massimo in carriera, aiutando i Celtics a vincere la loro quindicesima partita consecutiva con una vittoria per 110 a 99 contro gli Atlanta Hawks. Il 6 aprile 2018, registra il nuovo massimo in carriera da 32 punti, nella vittoria per 111-104 contro i Chicago Bulls. In gara 2 del primo turno dei playoff contro i Milwaukee Bucks, Brown registra un career-high nei playoff di 30 punti, aiutando i Celtics a prendere il comando della serie sul 2-0 con una vittoria per 120 a 106. All'età di 21, Brown diventa il giocatore più giovane nella storia dei Celtics a segnare 30 o più punti in una partita di playoff. In gara 4, Brown registra un nuovo career-high segnando 34 punti nella sconfitta 104-102. I Celtics vincono la serie in 7 gare, Brown è costretto a saltare gara 1 del secondo turno contro i Philadelphia 76ers per infortunio. Ritorna in azione in gara 2, segnando 13 punti dalla panchina nella vittoria per 108 a 103 dei Celtics che si portano sul 2 a 0. In gara 5, Brown segna 24 punti vincendo 114–112 e conquistando la finale di Conference. In gara 6 della finale di Eastern Conference, Brown segna 27 punti nella sconfitta 109–99 contro i Cavaliers.

#### 2018-19
Brown inizia la stagione 2018-19 con qualche difficoltà. Il Boston Globe lo critica per i troppi tiri da due presi e una mancanza generale di concentrazione e disciplina. Il 6 dicembre, Brown ritorna a giocare, dopo aver saltato tre partite per infortunio alla schiena, segnando 21 punti nella vittoria 128-100 contro i New York Knicks. Due giorni dopo, segna 23 punti nella vittoria 133-77 contro i Chicago Bulls. Il 31 dicembre, segna il suo massimo stagionale con 30 punti nella sconfitta 120-111 contro i San Antonio Spurs.

#### 2019-20
Nel 2019 Brown firma una estensione contrattuale con i Celtics, dal valore di $115 milioni di dollari in quattro anni. Il 28 dicembre 2019 pareggia il suo massimo in carriera con 34 punti contro i Cleveland Cavaliers. Nei Playoff 2020, Brown raggiunge con i Celtics la finale di Eastern Conference per la terza volta in quattro anni, dopo aver battuto nei turni precedenti i Philadelphia 76ers e i Toronto Raptors. Tuttavia, Boston viene eliminata dai Miami Heat in 6 partite.

#### 2020-21
il 30 dicembre 2020 segna il suo massimo in stagione con 42 punti nella vittoria 126-107 contro i Memphis Grizzlies.
Il 24 febbraio 2021 viene selezionato nell'all-star team come riserva. Si tratta della sua prima selezione come NBA All-Star. Il 15 aprile, Brown segna 40 punti nella vittoria 121-133 contro i Los Angeles Lakers.La sua miglior stagione con i Celtics finisce a soli quattro partite dalla fine della stagione regolare a causa di un infortunio, che lo porta ad operarsi per una lesione dei legamenti del polso sinistro.

#### 2021-2022
Nel corso della stagione 2021-2022 continua ad essere un punto di riferimento per i Boston Celtics, assieme al compagno Jayson Tatum. Poco prima dell'inizio della stagione regolare entra nei protocolli di sicurezza per il COVID-19 riuscendo però a ritornare in tempo per la prima partita della stagione contro i New York Knicks il 21 Ottobre del 2021 che finirà con una sconfitta dei suoi Boston Celtics per 134 a 138 dopo due tempi supplementari riuscendo però a segnare però 46 punti con 9 rimbalzi e 6 assist facendo registrare una delle sue migliori prestazioni in carriera. La sera del 2 Gennaio 2022 mette a segno un massimo di punti in carriera segnati pari a 50 aggiungendo anche 11 rimbalzi nella vittoria contro gli Orlando Magic per 116 a 111. Nella stessa stagione raggiungerà le finali del campionato, dove però i suoi Boston Celtics verranno sconfitti dai Golden State Warriors di Stephen Curry.

#### 2022-2023
Nella stagione 2022-2023 continua ad affermarsi come una delle colonne portanti della squadra, guidandola con il compagno Jayson Tatum fino alle finali di Eastern Conference, dove la loro corsa al titolo verrà interrotta per mano dei Miami Heat, guidati da Jimmy Butler.

#### 2023-2024
Brown e i Celtics conducono una stagione da 64 vittorie e 18 sconfitte chiudendo primi in classifica nella Eastern Conference. Anche nei playoff si fanno strada arrivando facilmente nelle finali di Conference contro gli Indiana Pacers, serie che viene vinta da Boston per 4-0. Jalen Brown ottiene il premio di Conference Finals MVP con una media di 29,7 punti, 5 rimbalzi e 3 assist. Nelle finali NBA i Celtics affrontano i Dallas Mavericks e li sconfiggono per 4-1 nella serie, assicurando così il primo anello per Jalen Brown e compagni. Inoltre Brown ottiene il premio di NBA Finals MVP, coronando così la post-season perfetta.

## Statistiche

### NCAA
| Anno      | Squadra         | PG | PT | MP   | TC%  | 3P%  | TL%  | RP  | AP  | PRP | SP  | PP   |
| --------- | --------------- | -- | -- | ---- | ---- | ---- | ---- | --- | --- | --- | --- | ---- |
| 2015-2016 | Calif. G. Bears | 34 | 34 | 27,6 | 43,1 | 29,4 | 65,4 | 5,4 | 2,0 | 0,8 | 0,6 | 14,6 |
| Carriera  | Carriera        | 34 | 34 | 27,6 | 43,1 | 29,4 | 65,4 | 5,4 | 2,0 | 0,8 | 0,6 | 14,6 |

#### Massimi in carriera
- Massimo di punti: 27 (2 volte)[29]
- Massimo di rimbalzi: 11 (2 volte)
- Massimo di assist: 7 vs Arizona (23 gennaio 2016)
- Massimo di palle rubate: 4 vs Oregon State (10 marzo 2016)
- Massimo di stoppate: 2 (4 volte)
- Massimo di minuti giocati: 35 (3 volte)

### NBA

#### Regular Season
| Anno       | Squadra        | PG  | PT  | MP   | TC%  | 3P%  | TL%  | RP  | AP  | PRP | SP  | PP   |
| ---------- | -------------- | --- | --- | ---- | ---- | ---- | ---- | --- | --- | --- | --- | ---- |
| 2016-2017  | Boston Celtics | 78  | 20  | 17,2 | 45,4 | 34,1 | 68,5 | 2,8 | 0,8 | 0,4 | 0,2 | 6,6  |
| 2017-2018  | Boston Celtics | 70  | 70  | 30,7 | 46,5 | 33,9 | 64,4 | 5,0 | 1,6 | 1,0 | 0,4 | 14,5 |
| 2018-2019  | Boston Celtics | 74  | 25  | 25,9 | 46,5 | 34,4 | 65,8 | 4,2 | 1,4 | 0,9 | 0,4 | 13,0 |
| 2019-2020  | Boston Celtics | 57  | 57  | 33,9 | 48,1 | 38,2 | 72,4 | 6,4 | 2,1 | 1,1 | 0,4 | 20,3 |
| 2020-2021  | Boston Celtics | 58  | 58  | 34,5 | 48,4 | 39,7 | 76,4 | 6,0 | 3,4 | 1,2 | 0,6 | 24,7 |
| 2021-2022  | Boston Celtics | 66  | 66  | 33,6 | 47,3 | 35,8 | 75,8 | 6,1 | 3,5 | 1,0 | 0,3 | 23,6 |
| 2022-2023  | Boston Celtics | 67  | 67  | 35,9 | 49,1 | 33,5 | 76,5 | 6,9 | 3,5 | 1,1 | 0,4 | 26,6 |
| 2023-2024† | Boston Celtics | 70  | 70  | 33,5 | 49,9 | 35,4 | 70,3 | 5,5 | 3,6 | 1,2 | 0,5 | 23,0 |
| 2024-2025  | Boston Celtics | 63  | 63  | 34,3 | 46,3 | 32,4 | 76,4 | 5,8 | 4,5 | 1,2 | 0,3 | 22,2 |
| Carriera   | Carriera       | 603 | 496 | 30,6 | 47,8 | 35,9 | 72,6 | 5,3 | 2,6 | 1,0 | 0,4 | 19,0 |
| All-Star   | All-Star       | 3   | 0   | 24,3 | 62,9 | 45,2 | 33,3 | 9,0 | 3,0 | 1,7 | 0,0 | 31,0 |

#### Play-off
| Anno     | Squadra        | PG  | PT  | MP   | TC%  | 3P%  | TL%  | RP  | AP  | PRP | SP  | PP   |
| -------- | -------------- | --- | --- | ---- | ---- | ---- | ---- | --- | --- | --- | --- | ---- |
| 2017     | Boston Celtics | 17  | 0   | 12,6 | 47,9 | 21,7 | 66,7 | 2,1 | 0,8 | 0,4 | 0,1 | 5,0  |
| 2018     | Boston Celtics | 18  | 15  | 32,4 | 46,6 | 39,3 | 64,0 | 4,8 | 1,4 | 0,8 | 0,6 | 18,0 |
| 2019     | Boston Celtics | 9   | 9   | 30,4 | 50,6 | 35,0 | 76,7 | 5,8 | 1,1 | 0,7 | 0,2 | 13,9 |
| 2020     | Boston Celtics | 17  | 17  | 39,5 | 47,6 | 35,8 | 84,1 | 7,5 | 2,3 | 1,5 | 0,5 | 21,8 |
| 2022     | Boston Celtics | 24  | 24  | 38,3 | 47,0 | 37,3 | 76,3 | 6,9 | 3,5 | 1,1 | 0,4 | 23,1 |
| 2023     | Boston Celtics | 20  | 20  | 37,6 | 49,6 | 35,4 | 68,9 | 5,6 | 3,4 | 1,1 | 0,4 | 22,7 |
| 2024†    | Boston Celtics | 19  | 19  | 37,2 | 51,6 | 32,7 | 66,0 | 5,9 | 3,3 | 1,2 | 0,6 | 23,9 |
| 2025     | Boston Celtics | 11  | 11  | 36,5 | 44,1 | 33,3 | 75,8 | 7,1 | 3,9 | 1,0 | 0,3 | 22,1 |
| Carriera | Carriera       | 135 | 115 | 33,5 | 48,2 | 35,4 | 72,7 | 5,7 | 2,6 | 1,0 | 0,4 | 19,3 |

#### Massimi in carriera
- Massimo di punti: 50 vs Orlando Magic (2 gennaio 2022)[30]
- Massimo di rimbalzi: 16 vs Toronto Raptors (9 settembre 2020)
- Massimo di assist: 11 (2 volte)
- Massimo di palle rubate: 4 (16 volte)
- Massimo di stoppate: 4 (2 volte)
- Massimo di minuti giocati: 51 vs Toronto Raptors (9 settembre 2020)

## Palmarès
- Campionato NBA: 1

Boston Celtics: 2024
- MVP delle Finals: 1

2024
- NBA Eastern Conference Finals MVP: 1

2024
- McDonald's All-American (2015)
- NBA All-Rookie Second Team (2017)
- NBA All-Star Game: 3

2021, 2023, 2024
- All-NBA Team: 1

Second Team: 2023